# Money Train
Money Train er en amerikansk thriller fra 1995, instrueret af Joseph Ruben.

## Medvirkende
- Wesley Snipes
- Woody Harrelson
- Robert Blake
- Chris Cooper
- Jennifer Lopez